# Parti national-socialiste des travailleurs japonais
Le Parti national-socialiste des travailleurs japonais (japonais : 国家社会主義日本労働者党, Kokka Shakaishugi Nippon Rōdōsha-Tō, d'où l'abréviation Sharoto) est un parti politique néo-nazi japonais. 
Il est dirigé par le sosai (en) Kazunari Yamada (ja), qui gère un site internet et un blog dans lesquels il fait l'apologie d'Adolf Hitler et des attentats du 11 septembre 2001. Des photos de Yamada aux côtés de la ministre de l'intérieur Sanae Takaichi et de Tomomi Inada une cadre du PLD, postées sur le blog de Yamada ont provoqué une polémique nationale.

## Idéologie
Il préconise l'abolition de l'Empire et le retour à la dictature militaire du Shogunat, qu'il considère comme l'équivalent japonais du Führerprinzip, car il estime que la famille impériale s'est subordonnée à la communauté juive après la Seconde Guerre mondiale. Il s'oppose également à l'immigration, au métissage, à la franc-maçonnerie et au complot juif. Le parti fait aussi campagne en faveur de ce qu'il appelle lui-même l'autarcie corporatiste. 